# The Hummer
The Hummer je šesti studijski album kanadskog glazbenika Devina Townsenda i njegov drugi album ambijentalne glazbe. Townsendova diskografska kuća HevyDevy Records objavila ga je 15. studenog 2006.

## O albumu
Album se uglavnom sastoji od niskofrekventnih zvukova, flaute, Morseovog koda i oceanskih zvukova te semplova različita podrijetla, među kojima su Cohenova recitacija Tibetanske knjige mrtvih, glazba Ravija Shankara i ulomci iz znanstvenofantastičnog filma Kontakt (iz 1997. godine). Uradak je nalik meditacijskoj glazbi i snažna je antiteza agresivnom heavy metal-stavu jednog od ostalih Townsendovih projekata: Strapping Young Lada. Townsend ga je opisao "razumljivijim od Devlaba... Međutim, neki će ljudi misliti da se sastoji samo od zujanja i šumova, stoga... Nije za svakoga."

## Popis pjesama
| 1.    | »The Hummer«                    | 15:55 |
| 2.    | »Arc«                           | 23:04 |
| 3.    | »Consciousness Causes Collapse« | 6:39  |
| 4.    | »Equation«                      | 3:16  |
| 5.    | »The Abacus«                    | 8:03  |
| 6.    | »Cosmic Surf«                   | 16:27 |
| 73:24 |                                 |       |

## Zasluge
Devin Townsend
- Devin Townsend – programiranje, produkcija

Dodatni glazbenici
- Jeff Feinstein – flauta

Ostalo osoblje
- Konrad Palkiewicz – ilustracije, omot albuma